# اندريا كلوسين
اندريا كلوسين (بالألمانية: Andrea Clausen )‏ (و. 1959  م) هي ممثلة، وممثلة مسرحية، وممثلة أفلام ألمانية، ولدت في أولدنبورغ.

## جوائز
حصلت على جوائز منها:
- ميدالية كاينز  [لغات أخرى]‏.

## وصلات خارجية
- اندريا كلوسين على موقع IMDb (الإنجليزية)
- اندريا كلوسين على موقع روتن توميتوز (الإنجليزية)
- اندريا كلوسين على موقع قاعدة بيانات الفيلم (الإنجليزية)

- اندريا كلوسين في قاعدة بيانات الأفلام على الإنترنت